# 500 kilomètres de Fuji 1990
Navigation
Édition précédente Édition suivante
Les 500 kilomètres de Fuji 1990 (officiellement appelé les 1990 JAF Grand Prix All Japan Fuji 500 km), disputées le 11 mars 1990 sur le Fuji Speedway, ont été la première manche du Championnat du Japon de sport-prototypes 1990.

## La course

### Classement de la course
Voici le classement officiel au terme de la course,.
- Les premiers de chaque catégorie du championnat du monde sont signalés par un fond jaune.
- Pour la colonne Pneus, il faut passer le curseur au-dessus du modèle pour connaître le manufacturier de pneumatiques.
- Les voitures ne réussissant pas à parcourir 75% de la distance du gagnant sont non classées (NC).

| Pos  | Classe | no  | Écurie                             | Pilotes                                                  | Châssis                             | Pneus | Tours | Temps                                |
| Pos  | Classe | no  | Écurie                             | Pilotes                                                  | Moteur                              | Pneus | Tours | Temps                                |
| ---- | ------ | --- | ---------------------------------- | -------------------------------------------------------- | ----------------------------------- | ----- | ----- | ------------------------------------ |
| 1    | C1     | 36  | Toyota Team TOM'S                  | Hitoshi Ogawa Masanori Sekiya                            | Toyota 90C-V                        | B     | 112   | 2 h 39 min 28 s 415                  |
| 1    | C1     | 36  | Toyota Team TOM'S                  | Hitoshi Ogawa Masanori Sekiya                            | Toyota R32V 3,2 l V8 Turbo          | B     | 112   | 2 h 39 min 28 s 415                  |
| 2    | C1     | 24  | Nissan Motorsport                  | Masahiro Hasemi Anders Olofsson                          | Nissan R90CP                        | D     | 112   | + 15 s 291                           |
| 2    | C1     | 24  | Nissan Motorsport                  | Masahiro Hasemi Anders Olofsson                          | Nissan VRH35Z 3,5 l V8 Turbo        | D     | 112   | + 15 s 291                           |
| 3    | C1     | 100 | Trust Racing Team                  | George Fouché Steven Andskär                             | Porsche 962C GTi                    | D     | 112   | + 33 s 748                           |
| 3    | C1     | 100 | Trust Racing Team                  | George Fouché Steven Andskär                             | Porsche Type-935 3,0 l Flat-6 Turbo | D     | 112   | + 33 s 748                           |
| 4    | C1     | 23  | Nissan Motorsport                  | Kazuyoshi Hoshino Toshio Suzuki                          | Nissan R90CP                        | B     | 112   | + 33 s 881                           |
| 4    | C1     | 23  | Nissan Motorsport                  | Kazuyoshi Hoshino Toshio Suzuki                          | Nissan VRH35Z 3,5 l V8 Turbo        | B     | 112   | + 33 s 881                           |
| 5    | C1     | 27  | FromA Racing                       | Akihiko Nakaya Volker Weidler                            | Porsche 962C                        | B     | 112   | + 48 s 123                           |
| 5    | C1     | 27  | FromA Racing                       | Akihiko Nakaya Volker Weidler                            | Porsche Type-956/82 Flat-6 Turbo    | B     | 112   | + 48 s 123                           |
| 6    | C1     | 2   | Alpha Racing                       | Stanley Dickens Will Hoy                                 | Porsche 962C                        | B     | 111   | + 1 tour                             |
| 6    | C1     | 2   | Alpha Racing                       | Stanley Dickens Will Hoy                                 | Porsche Type-935 3,0 l Flat-6 Turbo | B     | 111   | + 1 tour                             |
| 7    | C1     | 39  | Toyota Team SARD                   | Roland Ratzenberger Pierre-Henri Raphanel Naoki Nagasaka | Toyota 89C-V                        | D     | 111   | + 1 tour                             |
| 7    | C1     | 39  | Toyota Team SARD                   | Roland Ratzenberger Pierre-Henri Raphanel Naoki Nagasaka | Toyota R32V 3,2 l V8 Turbo          | D     | 111   | + 1 tour                             |
| 8    | C1     | 1   | Advan Alpha Racing                 | Kunimitsu Takahashi Kazuo Mogi                           | Porsche 962C                        | Y     | 109   | + 3 tours                            |
| 8    | C1     | 1   | Advan Alpha Racing                 | Kunimitsu Takahashi Kazuo Mogi                           | Porsche Type-956/82 Flat-6 Turbo    | Y     | 109   | + 3 tours                            |
| 9    | GTP    | 202 | Mazdaspeed                         | Yoshimi Katayama Pierre Dieudonné Yojiro Terada          | Mazda 767B                          | D     | 108   | + 4 tours                            |
| 9    | GTP    | 202 | Mazdaspeed                         | Yoshimi Katayama Pierre Dieudonné Yojiro Terada          | Mazda 13J 2,6 l 4-Rotor             | D     | 108   | + 4 tours                            |
| 10   | C1     | 7   | The Alpha Racing                   | Tiff Needell Costas Los                                  | Porsche 962C                        | Y     | 107   | + 5 tours                            |
| 10   | C1     | 7   | The Alpha Racing                   | Tiff Needell Costas Los                                  | Porsche Type-935 3,0 l Flat-6 Turbo | Y     | 107   | + 5 tours                            |
| 11   | C1     | 55  | Omron Racing                       | Vern Schuppan Eje Elgh                                   | Porsche 962C                        | D     | 105   | + 7 tours                            |
| 11   | C1     | 55  | Omron Racing                       | Vern Schuppan Eje Elgh                                   | Porsche Type-935 3,0 l Flat-6 Turbo | D     | 105   | + 7 tours                            |
| 12   | C1     | 85  | Cabin Racing Team With Team LeMans | Takao Wada Osamu Nakako                                  | Nissan R90V                         | Y     | 101   | + 11 tours                           |
| 12   | C1     | 85  | Cabin Racing Team With Team LeMans | Takao Wada Osamu Nakako                                  | Nissan VRH35 3,5 l V8 Turbo         | Y     | 101   | + 11 tours                           |
| 13   | GTP    | 230 | Pleasure Racing                    | Tetsuji Shiratori Shuji Fujii                            | Mazda 757                           | D     | 96    | + 16 tours                           |
| 13   | GTP    | 230 | Pleasure Racing                    | Tetsuji Shiratori Shuji Fujii                            | Mazda 13G 2,0 l 3-Rotor             | D     | 96    | + 16 tours                           |
| 14   | GTP    | 240 | Lenox Racing                       | Kazuhiko Oda Keiichi Mizutani                            | Mazda 757                           | D     | 87    | + 25 tours                           |
| 14   | GTP    | 240 | Lenox Racing                       | Kazuhiko Oda Keiichi Mizutani                            | Mazda 13G 2,0 l 3-Rotor             | D     | 87    | + 25 tours                           |
| DSQ  | C1     | 33  | Takefuji (en) Racing Team          | Bob Wollek Johnny Herbert                                | Porsche 962C                        | D     | 109   | Bob Wollek a piloté plus de 74 tours |
| DSQ  | C1     | 33  | Takefuji (en) Racing Team          | Bob Wollek Johnny Herbert                                | Porsche Type-935 3,0 l Flat-6 Turbo | D     | 109   | Bob Wollek a piloté plus de 74 tours |
| Abd. | GTP    | 201 | Mazdaspeed                         | Takashi Yorino David Kennedy                             | Mazda 767B                          | D     | 89    | Transmission                         |
| Abd. | GTP    | 201 | Mazdaspeed                         | Takashi Yorino David Kennedy                             | Mazda 13J 2,6 l 4-Rotor             | D     | 89    | Transmission                         |
| Abd. | C1     | 19  | Team Davey                         | Tim Lee-Davey Bruno Giacomelli                           | Porsche 962C                        | D     | 50    | Transmission                         |
| Abd. | C1     | 19  | Team Davey                         | Tim Lee-Davey Bruno Giacomelli                           | Porsche Type-935 3,0 l Flat-6 Turbo | D     | 50    | Transmission                         |
| Abd. | C1     | 20  | Alpha Cubic With RLR               | Chiyomi Totani Luis Pérez-Sala Manuel Reuter             | Porsche 962C GTi                    | D     | 43    | Direction                            |
| Abd. | C1     | 20  | Alpha Cubic With RLR               | Chiyomi Totani Luis Pérez-Sala Manuel Reuter             | Porsche Type-935 3,0 l Flat-6 Turbo | D     | 43    | Direction                            |

## Pole position et record du tour
- Pole position :  Hitoshi Ogawa (#36 Toyota Team Tom’s) en 1 min 16 s 270
- Meilleur tour en course :  Hitoshi Ogawa (#36 Toyota Team Tom’s) en 1 min 20 s 215

## À noter
- Longueur du circuit : 4,470 km
- Distance parcourue par les vainqueurs : 500,640 km